# Абайтикау
Абайтикау (ос. Абайтих'æу, «селище Абаєвих») — село на півдні Алагирський району Північної Осетії. Знаходиться в ущелині річки Закка (Закадон). Станом на 2018 рік населення складало 42 особи.